# Ciao maschio
Ciao maschio (em francês:  Rêve de singe; em inglês:  Bye Bye Monkey; prt: Adeus Macho) é um filme franco-italiano de 1978, do gênero comédia dramática e ficção científica, dirigido por Marco Ferreri.